# Rosa tsinglingensis
Rosa tsinglingensis là loài thực vật có hoa trong họ Hoa hồng. Loài này được Pax & K. Hoffm. miêu tả khoa học đầu tiên năm 1922.